# Grand Prix automobile de New York
 (mars 2016).
Si vous disposez d'ouvrages ou d'articles de référence ou si vous connaissez des sites web de qualité traitant du thème abordé ici, merci de compléter l'article en donnant les références utiles à sa vérifiabilité et en les liant à la section « Notes et références ».
Le Grand Prix automobile de New York (Syracuse 100) est une épreuve de course automobile disputée sur le New York State Fairgrounds Raceway (Syracuse, État de New York) dans le cadre du Championnat IndyCar de 1905 à 1962.

## Historique
Les différents noms officiels du Grand Prix automobile de New York au fil des éditions :
- 1905 : Syracuse 5
- 1920-22 : Syracuse 50
- 1922-62 : Syracuse 100

## Palmarès
| Année     | Vainqueur         | Voiture                  | Championnat | Résultats |
| --------- | ----------------- | ------------------------ | ----------- | --------- |
| 1905      | Guy Vaughn        | Decauville               | AAA         | Résultats |
| 1906-1919 | Non couru         | Non couru                | Non couru   | Non couru |
| 1920      | Ralph DePalma     | Ballot                   | -           | Résultats |
| 1921      | Ira Vail          | Leach (en)-Miller        | -           | Résultats |
| 1922      | Tom Alley         | Frontenac                | -           | Résultats |
| 1923      | Tommy Milton      | Miller                   | -           | Résultats |
| 1924      | Phil Shafer       |                          | AAA         | Résultats |
| 1925      | Ralph DePalma     | Miller                   | -           | Résultats |
| 1926      | Ralph DePalma     |                          | -           | Résultats |
| 1927      | Frank Lockhart    | Miller                   | -           | Résultats |
| 1928      | Ray Keech         | Miller                   | AAA         | Résultats |
| 1929      | Wilbur Shaw       |                          | AAA         | Résultats |
| 1930      | Bill Cummings     | Stevens-Duesenberg       | AAA         | Résultats |
| 1931      | Lou Moore         | Miller                   | AAA         | Résultats |
| 1932      | Bob Carey         | Stevens-Miller           | AAA         | Résultats |
| 1933      | Bill Cummings     | Miller                   | AAA         | Résultats |
| 1934      | Shorty Cantlon    | Weil-Miller              | AAA         | Résultats |
| 1935      | Billy Winn        | Miller                   | AAA         | Résultats |
| 1936      | Mauri Rose        | Miller-Offenhauser       | AAA         | Résultats |
| 1937      | Billy Winn        | Summers-Miller           | AAA         | Résultats |
| 1938      | Jimmy Snyder      | Adams-Sparks             | AAA         | Résultats |
| 1939      | Mauri Rose        | Shaw-Offenhauser         | AAA         | Résultats |
| 1940      | Rex Mays          | Stevens-Winfield         | AAA         | Résultats |
| 1941      | Rex Mays          | Stevens-Winfield         | AAA         | Résultats |
| 1942-1948 | Non couru         | Non couru                | Non couru   | Non couru |
| 1949      | Johnnie Parsons   | Kurtis Kraft-Offenhauser | AAA         | Résultats |
| 1950      | Jack McGrath      | Kurtis Kraft-Offenhauser | AAA         | Résultats |
| 1951      | Tony Bettenhausen | Kurtis Kraft-Offenhauser | AAA         | Résultats |
| 1952      | Jack McGrath      | Kurtis Kraft-Offenhauser | AAA         | Résultats |
| 1953      | Tony Bettenhausen | Kurtis Kraft-Offenhauser | AAA         | Résultats |
| 1954      | Bob Sweikert      | Kurtis Kraft-Offenhauser | AAA         | Résultats |
| 1955      | Bob Sweikert      | Watson-Offenhauser       | AAA         | Résultats |
| 1956      | Tony Bettenhausen | Kuzma-Offenhauser        | USAC        | Résultats |
| 1957      | Elmer George      | Watson-Offenhauser       | USAC        | Résultats |
| 1958      | Johnny Thomson    | Kuzma-Offenhauser        | USAC        | Résultats |
| 1959      | Eddie Sachs       | Meskowski-Offenhauser    | USAC        | Résultats |
| 1960      | Bobby Grim        | Meskowski-Offenhauser    | USAC        | Résultats |
| 1961      | Rodger Ward       | Watson-Offenhauser       | USAC        | Résultats |
| 1962      | Rodger Ward       | Watson-Offenhauser       | USAC        | Résultats |